# Куйбишевська печера
Ку́йбишевська пече́ра — підземна порожнина, розташована у гірському масиві Арабіка в Абхазії. Протяжність 2540 м, проєктивна довжина 1515 м, глибина 970 м, площа 13500 м², об'єм 820000 м³, висота входу над рівнем моря 2180 м.

## Складнощі проходження печери
За спортивною класифікацією печера відноситься до категорії 5А. Навішування спорядження потрібно на колодязях глибиною: 90, 60, 15, 70, 170, 50, 15, 90, 62 метра.

## Опис
Вхід розташований у середній частині трогової долини Ортобалаган, у схилі напівзруйнованого ригеля. Шахта являє собою каскадну систему, в якій вертикальні колодязі поєднуються з великими залами і похило-уступчастими ділянками. У верхній частині порожнини (до позначки близько −550 м) переважають великі колодязі глибиною 60-170 м. На глибині 150 м закладена суха, горизонтальна галерея, що являє собою «мертвий» ярус з морфологічними доказами корозійного формування у фреатичних умовах. Досить протяжна похило-виступчаста ділянка корозійно-ерозійного формування (меандр) закладено в інтервалі глибин 170—210 м. Нижче позначки −570 м порожна являє собою русло підземного потоку — великий меандр з окремими невеликими колодязями. Меандр ускладнений глибовими завалами та залами обвалення над колодязями. Найбільша зала 1500-річчя Києва має об'єм близько 600000 м³, її дно розташоване на відмітках −450-475 м. На глибині 600 м розташована зала Каштан обсягом близько 50000 м³, що утворилась при обваленні матеріалу в розширенні меандру (завал Акваріум). На глибині 700 м розташована зала Академії наук обсягом близько 150000 м³, що утворилася шляхом обвалення покрівлі 90-метрового колодязя, підсіченого великим розломом, похилим на північ під кутом близько 40°. Брилово-обвальний матеріал повністю заповнив колодязь, утворивши так званий Угрюм-Завал. Нижче Угрюм-Завала слідує крутий меандр з невеликим завалом посередині, що приводить до колодязя 80 м з полицею у верхній частині. На дні цього колодязя (відмітка −937 м) також є кольштированний глиною завал, крізь який можна потрапити в похилий хід. Цей похилий хід приводить в невелику залу, ускладнену брилами (відмітка −970 м), за якою є поки не пройдений колодязь.

## Вміст печери
Верхня частина шахти закладена в верхньоюрских вапняках, які з глибини близько 300 м стають все більш піщанисті. Починаючи з позначок −450 — −470 м порожнину продовжують сильно піщані вапняки. Шахта розташована в склепінчастій частині антикліналі Берчіль. Починаючи з позначки −620 м шахта повертає на північ, «завалюючись» на північне крило антикліналі. У нижній частині шахти відзначено перешарування світло- і темно-сірих піщанистих вапняків (потужність шарів близько 1 м). Закладення окремих елементів порожнини контролюється великими тектонічними тріщинами і розломами. Постійний потік в шахті формується з глибини 150 м і у верхньому Меандрі отримує два невеликих припливи. При впадінні в залу 1500-річчя Києва витрата потоку становить 2-5 л/с (за спостереженнями в липні-серпні). У залі відбувається злиття п'яти подібних потоків у вигляді водоспадів, які пропадають в глибову долину зали. Далі потік з'являється вже на глибині −570 м у великому Меандрі, витрата 20-50 л/с. Температура води 1,4 °C до глибини 280 м, і 2,5 °C в нижній частині шахти. Проведеним у 1984 р. експериментом по трасуванню підземного потоку шахти встановлена його зв'язок з джерелом «Репроа» (2 м н.р.м.) і «Холодна річка» (50 м н.р.м.) на узбережжі. У шахті широко представлені гравітаційні відкладення, що складають завали і долини великих залів. Є водні, механічні (вапнякова і кремінчаста галька), і залишкові відкладення (пісок, глина), а також у невеликих кількостях — натічні відкладення.

## Історія дослідження
Відкрита в 1979 р. Куйбишевськими спелеологами і пройдена до глибини 150 м. У 1980 р. київськими спелеологами розкритий завал в долині горизонтальної галереї і в наступні роки здійснено подальше проходження шахти. У 1984 р. двотижневі роботи київських спелеологів в Угрюм-Завалі не увінчалися успіхом, і лише в 1985 р. він був повністю пройдений і здійснено подальше проходження шахти до глибини 970 м кер.. У 1983 р. вгору на 460 м досліджений головний приплив до зали 1500-річчя Києва, в 1984 р, цей приплив був пройдений на +120 м свердловська група,.